# João Brites
João Carlos Tuna Brites ComM (n. Torres Novas, 1947) é um encenador, cenógrafo e artista plástico português. Prémio Almada (2004), na área do Teatro.

## Biografia
Fundador e director, desde 1974, do Teatro O Bando, foi aluno e é também Professor do departamento de Teatro da Escola Superior de Teatro e Cinema do Instituto Politécnico de Lisboa. 
Encenou espectáculos e eventos no âmbito da Europália '91 e da Lisboa '94 e coordenou a Unidade de Espectáculos da Expo '98.
Com uma formação diversificada (também é artista plástico e cenógrafo), frequentou, em Bruxelas, os cursos de Pintura e de Gravura na Ecole Nationale Superieure des Arts Visuels - La Cambre.
No campo das artes plásticas realizou exposições individuais e colectivas, estando a sua obra presente em galerias e museus portugueses e estrangeiros. Tem vários artigos publicados sobre teatro e o processo de criação artística, desenvolvendo um discurso teórico-prático em torno do trabalho de actor e intervindo regularmente em congressos da área.
Em 1999 foi feito Comendador da Ordem do Mérito, em 9 de Julho de 1999.
João Brites recebeu o Prémio Almada (2004), na área do Teatro, atribuído pelo Instituto das Artes (IA), do Ministério da Cultura, enquanto criadora, em 2005. Nesse mesmo ano seriam também distinguidos o compositor Filipe Pires (Música) e a associação cultural Danças na Cidade (Dança) 